# Fusigobius
Fusigobius és un gènere de peixos de la família dels gòbids i de l'ordre dels perciformes.

## Taxonomia
- Fusigobius aureus (Chen & Shao, 1997)[2]
- Fusigobius duospilus (Hoese & Reader, 1985)[3]
- Fusigobius inframaculatus (Randall, 1994)[4]
- Fusigobius longispinus (Goren, 1978)[5]
- Fusigobius maximus (Randall, 2001)[6]
- Fusigobius melacron (Randall, 2001)[7]
- Fusigobius neophytus (Günther, 1877)[8]
- Fusigobius pallidus (Randall, 2001)[6]
- Fusigobius signipinnis (Hoese & Obika, 1988)[9][10][11][12][13][14][15]